# Meister der Lüneburger Fußwaschung
Meister der Lüneburger Fußwaschung ist ein Notname für einen namentlich nicht bekannten niederdeutschen Maler, dessen Tätigkeit von Kunsthistorikern auf die Zeit von etwa 1480 bis um 1530 bestimmt wurde. Er erhielt seinen Notnamen nach dem Motiv einer Tafel, die zu einem Flügelaltar im Museum von Lüneburg gehört. Die Forschung geht davon aus, dass der Meister sowohl in Hamburg und Lübeck als auch in Lüneburg tätig war. Es wird die Auffassung vertreten, dass er dem Meister des Hamburger Domaltars nahe stehe, den wiederum andere mit Hinrik Bornemann oder Absolon Stumme gleichsetzen.
Der Meister wird in Verbindung gebracht mit einer auf einem Altaraußenflügel befindlichen Darstellung des Krispin an einem Altar, der im Übrigen der Werkstatt von Bernt Notke zugeordnet wird, sowie weiteren Exponaten im St.-Annen-Kloster Lübeck, Flügeln an einem Altar der Petrikirche in Hamburg, dem Kreuzigungsaltar in der St.-Johannis-Kirche in Lüneburg, weiterhin Teilen der Flügel des Altars in der Kirche von Lendersdorf im Rheinland sowie der Predella eines Altars in Högsby in Schweden.